# Východní Ukrajina

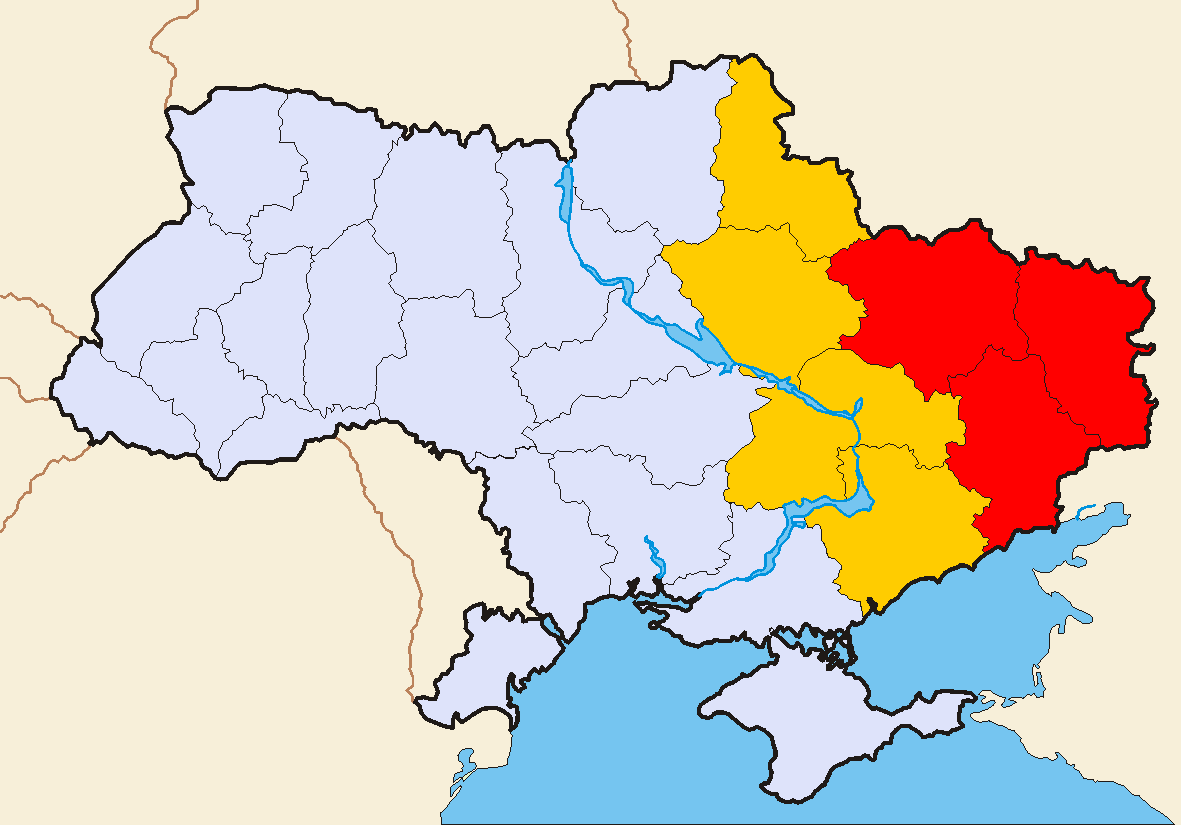
Několik oblastí popisovaných jako součást "východní Ukrajiny":
Červená - vždy zahrnováno
Oranžová - někdy zahrnováno

Východní Ukrajina (ukrajinsky Східна Україна, Schidna Ukrajina; rusky Восточная Украина, Vostočnaja Ukrajina) se obecně vztahuje na území Ukrajiny východně od řeky Dněpr, zejména Charkovské,  Luhanské a Doněcké oblasti. Dněpropetrovská a Záporožská oblast jsou někdy také považovány za východní Ukrajinu. S ohledem na tradiční území oblast zahrnuje části jižní Slobodské Ukrajiny, Donbas a pobřeží Azovského moře (Pryazovia).
Téměř třetina obyvatel země žije v regionu, který zahrnuje několik měst s počtem obyvatel kolem milionu. V rámci Ukrajiny jde o nejvíce urbanizovaný region, zvláště části centrální Charkovské oblasti, jihozápadní Luhanské oblasti, centrální, severní a východní oblasti Doněcké oblasti.
Velká většina voličů na východě Ukrajiny (83% nebo více v každé oblasti) schválila vyhlášení nezávislosti Ukrajiny v referendu v roce 1991, i když čísla nebyla tak vysoká jako na západě Ukrajiny.
V roce 2014 v částech východní Ukrajiny proběhly proruské protesty. Někteří z demonstrantů byli „turisté“ z Ruska. Válka na Donbasu vyústila v tisíce mrtvých a přes milión lidí opustilo domovy. Od roku 2016 je asi polovina území Donbasu kontrolována samozvanou Doněckou lidovou republikou a Luhanskou lidovou republikou. V roce 2022 se území stalo dějištěm Východoukrajinské ofenzívy.

## Galerie

Etničtí Ukrajinci na Ukrajině dle oblastí (sčítání v roce 2001)
Populace s rodným jazykem ukrajinštinou na Ukrajině dle oblastí (sčítání v roce 2001)
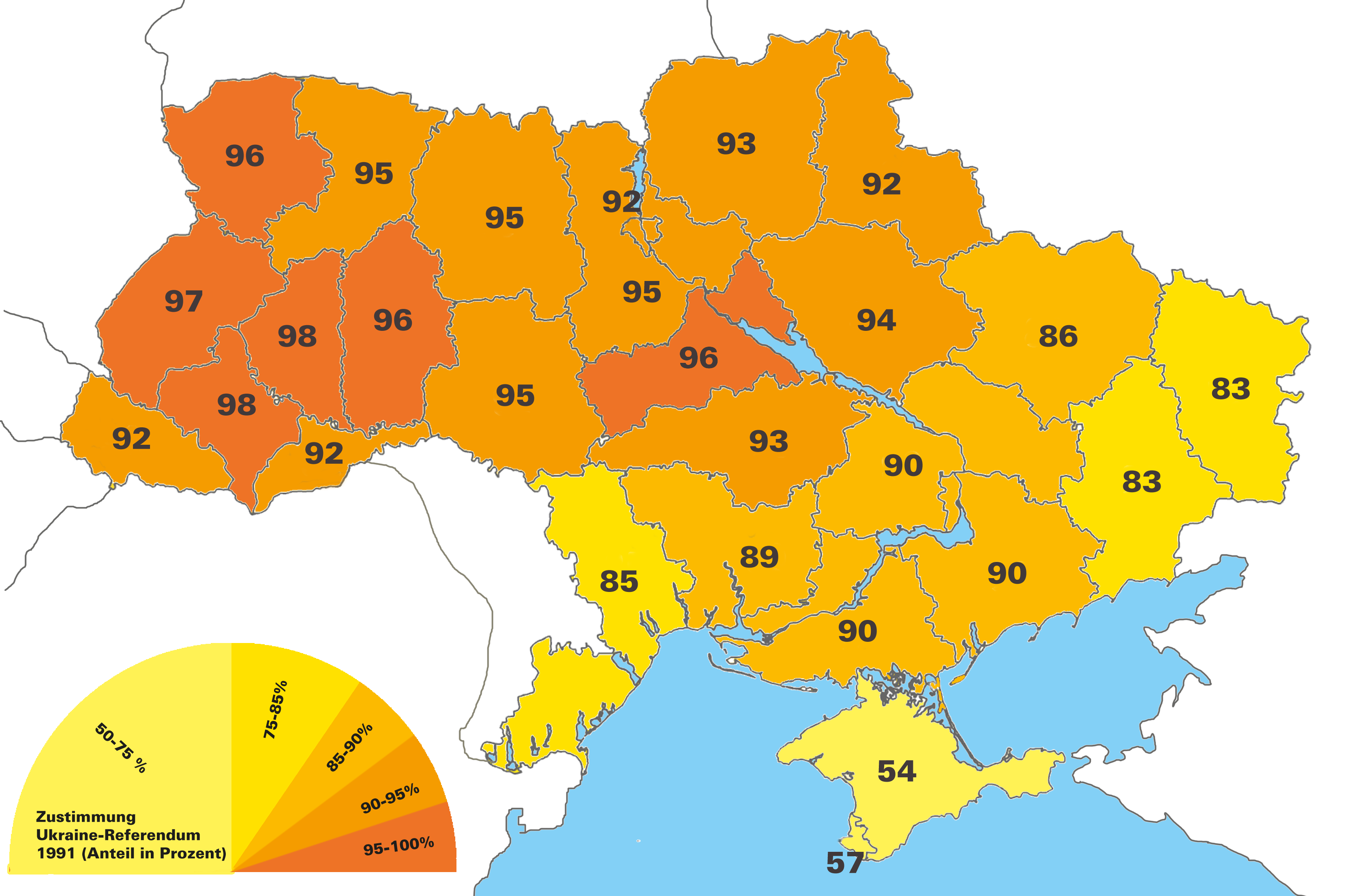
Výsledky referenda o nezávislosti Ukrajiny z roku 1991 dle regionů